# Elisabeth Achelis
Elisabeth Achelis (Brooklyn, Nueva York, enero de 1880 - Nueva York, 11 de febrero de 1973) fue una activista estadounidense, conocida por ser la creadora del Calendario Mundial, una propuesta de reforma al calendario gregoriano.

## Biografía
Nació en enero de 1880 en Brooklyn, Nueva York. Fue la hija de Fritz Achelis, quien era presidente de la American Hard Rubber Company, y de Bertha Konig. Asistió al seminario Brooklyn Heights Seminary y a la Ogontz School en Pensilvania.
Achelis tuvo una hermana gemela llamada Margaret, al grado que para diferenciarse de su hermana, usó siempre unos pendientes que su hermano le había obsequiado, a pesar de que ello estaba mal visto en la alta sociedad.

## Calendario mundial

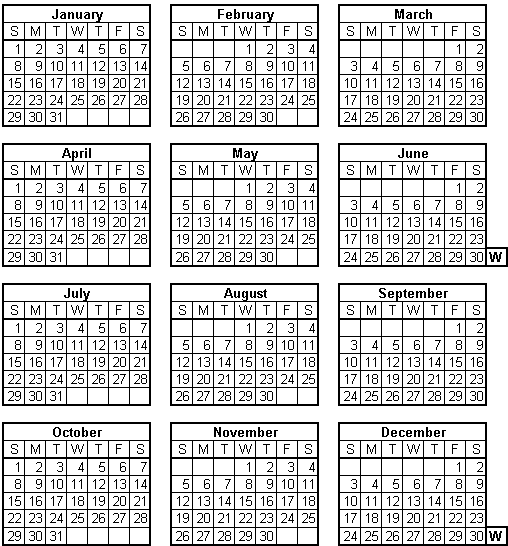
Calendario mundial

Achelis inició el movimiento por la adopción del Calendario Mundial en 1929 después de asistir a una conferencia impartida por el Dr. Melvyl Dewey en el Lake Placid Club. Dewey habló sobre la necesidad de simplificar la vida cotidiana, la estandarización del tiempo y del sistema decimal, y los beneficios de estas medidas. También habló sobre el calendario de 13 meses usado por George Eastman. Achelis se inspiró en ese calendario para crear su propio calendario, que posee 12 meses fijos. Fundó la organización The World Calendar Association (TWCA) en 1930 con la meta de la adopción global del calendario mundial. Esta funcionó por los siguientes 25 años bajo el nombre de The World Calendar Association, Inc, la cual fue financiada principalmente de su fortuna personal y por donaciones. Alrededor de la década de los 30s, el soporte para el concepto creció  dentro de la Sociedad de Naciones, la precursora de la Organización de las Naciones Unidas. Achelis dedicó toda su vida a promocionar el calendario mundial por medio de la TWCA.
Como presidenta de la TWCA, fue la primera en proponer uno de las 500 propuestas para revisar y corregir el calendario gregoriano actual. El calendario mundial era perpetuo, en partes iguales, y contenía 12 meses. Achelis dividió el año en cuartos de 13 semanas, cada cuarto comenzando en domingo. El primer mes en cada cuarto tiene 31 días, los demás 30. Ya que los cuatro cuartos solo suman 364 días, un día extra es insertado entre el 30 de diciembre y el 1 de enero. En los años bisiestos, es añadido otro día extra después del 30 de junio.

### Problemas
Durante la Segunda Guerra Mundial, Achelis solicitó ayuda mundial para el Calendario Mundial. A medida que el movimiento ganó atención internacional con la legislación introducida en el Congreso de los Estados Unidos, en espera de decisiones internacionales, Achelis aceptó el consejo de que las Naciones Unidas era el órgano adecuado para actuar sobre la reforma del calendario. En las Naciones Unidas, en 1955, Estados Unidos retrasó significativamente la adopción universal al negarse a prestar apoyo "a menos que una gran mayoría de ciudadanos de los Estados Unidos actuara por medio de sus representantes en el Congreso de los Estados Unidos".
Además, Achelis escribió en 1955: "Mientras que los afiliados y los comités tienen a través de los años y todavía pueden acercarse a todas las ramas de sus gobiernos, a la Incorporated (International) Association le fue impedido buscar la legislación en los Estados Unidos para evitar perder su estado de exención de impuestos. Por eso me han impedido hacer en mi propio país lo que he estado instando a todos los demás afiliados a hacer en los suyos". Finalmente, en 1956, ella disolvió «The World Calendar Association, Incorporated».
Un artículo realizado por el New York Times acerca de ella el 26 de septiembre de 1966 incluyó una observación: "Más recientemente, la llegada de las computadoras supone un nuevo incentivo para los reformistas del calendario. Bajo el calendario gregoriano, las computadoras deben ser recalendarizadas con un nuevo programa cada año. El Calendario Mundial podría eliminar esta situación."

## Libros
Achelis escribió cuatro libros sobre el calendario mundial en su vida:
- The World Calendar (Putnam: New York, 1937)
- The Calendar For Everybody (Putnam: New York, 1943; Omnigraphics: Detroit, 1990)
- Of Time and the Calendar (New York: Hermitage House, 1955)
- The Calendar For the Modern Age (Nelson: New York, 1959)

Además, escribió su autobiografía en 1961, titulada «Be not silent»; y creó el diario Journal of Calendar Reform en 1931, publicando durante 25 años numerosos artículos sobre el tema.